# San José de Las Matas (kommun)
San José de Las Matas är en kommun i Dominikanska republiken.   Den ligger i provinsen Santiago, i den centrala delen av landet, 150 km nordväst om huvudstaden Santo Domingo. Antalet invånare i kommunen är cirka 39 000.
Följande samhällen finns i San José de Las Matas:
- San José de Las Matas